# La montagna di cristallo
La montagna di cristallo (The Glass Mountain) è un film del 1949 diretto da Henry Cass.

## Trama
Richard Wilder è un compositore inglese che sta lavorando a quella che potrebbe essere la sua più grande opera ma anche la fine del suo matrimonio.
Durante la seconda guerra mondiale serviva come pilota della RAF e in un'azione di guerra il suo aereo è stato abbattuto sulle Dolomiti. Grazie alle cure di Alida, una ragazza che opera nella resistenza, si riprende molto presto e inizia con lei una relazione. 
Alida gli racconta una leggenda del posto secondo la quale il fantasma di una ragazza chiama il suo antico amore sulla montagna di Cristallo per poi farlo precipitare.
Alla fine della guerra Richard torna dalla moglie Anne e inizia a lavorare su di un'opera che prende spunto proprio dalla leggenda che gli ha raccontato Alida ma con grande fatica. 
Decide di tornare in Italia dove ritrova Alida e riesce a completare l'opera.
Alla prima di Venezia ottiene un grande successo ma adesso Richard deve scegliere tra la moglie Anne e la sua musa Alida.

## Produzione
Il film fu una co-produzione anglo-italiana, prodotto dalla Victoria Film (Productions) e dall'italiana Scalera Film.
Gli attori inglesi Michael Denison e Dulcie Gray erano sposati nella realtà e formavano una coppia molto affiatata sulle scene e molto apprezzata dal pubblico inglese.
La parte finale con la rappresentazione dell'opera composta dal protagonista vede la partecipazione di autentici cantanti d'opera: Tito Gobbi e Elena Rizzieri.

### Luoghi delle riprese
Gli interni vennero girati negli stabilimenti della Nettlefold a Walton-on-Thames, vicino a Londra; le sequenze operistiche furono girate nel teatro La Fenice di Venezia.
Alcuni esterni furono girati a Monte Cristallo e Cortina d'Ampezzo.

## Colonna sonora
- La Montanara, di Antonio Ortelli e Luigi Pigarelli, eseguita da Louis Levy.
- La viandante, di Vivien Lambelet ed Elizabeth Anthony, eseguita da Louis Levy.
- The Legend of the Glass Mountain, di Nino Rota, eseguita da Tito Gobbi ed Elena Rizzieri.
- Day In Naples, di George Byng

## Distribuzione
Distribuito dalla Renown Pictures Corporation, uscì nelle sale cinematografiche britanniche il 9 marzo 1949.
Fu uno dei maggior successi dell'anno che venne riproposto nelle sale l'anno successivo e nel 1953.

## Critica
(Giuseppe Turroni su Hollywood, n. 149, 1948.)